# Faskari
Faskari è una città della Repubblica Federale della Nigeria appartenente allo stato di Katsina. È il capoluogo dell'omonima area a governo locale (local government area) che si estende su una superficie di 1.750 km² e conta una popolazione di 196.035 abitanti.